# Metahygrobiella nishimurae
Metahygrobiella nishimurae là một loài rêu tản trong họ Cephaloziaceae. Loài này được (N. Kitag.) Grolle miêu tả khoa học lần đầu tiên năm 1984.